# Івановське (міське поселення Волоколамськ)
Івановське (рос. Ивановское) - село у Волоколамському районі Московської області Російської Федерації.
Орган місцевого самоврядування - городское поселение Волоколамск. Населення становить 529 осіб (2010).

## Розташування
Село розташовано на північний схід від Волоколамська, поруч із Новоризьким шосе. Найближчі населені пункти Велике Нікольське, Нелідово, Муромцево.

## Історія
З 14 січня 1929 року входить до складу новоутвореної Московської області. Раніше належало до Волоколамського повіту Московської губернії.
Сучасне адміністративне підпорядкування сільському поселенню з 2006 року.
Село Івановське входить до складу Міського поселення Волоколамськ. Станом на 2010 рік його населення становило 577 чоловік.

## Пам'ятки архітектури
У селі знаходиться комплекс будівель садиби Безобразових — пам'ятки архітектури 2-ї половини 18 — початку 20-о століття. Вона включає в себе головний будинок, водонапірну башту, службові та господарські будівлі, флігелі. Також до комплексу садиби входить церква Ікони Богородиці «Знамення» яку датують 1782–1784 рр.

## Населення
| 1859 | 1890 | 1899 | 1926 | 2002 | 2006 | 2010 |
| ---- | ---- | ---- | ---- | ---- | ---- | ---- |
| 270  | ↘204 | ↘138 | ↗225 | ↘15  | ↘10  | ↗12  |